# Catch Notes
Catch Notes（前称“3banana notes”）为一个多平台的免费应用，旨在让用户快速记录头脑中想到的。Catch Notes之前有Android、IOS客户端以及网页版和Chrome浏览器插件。
现已关闭服务，网站也不可访问。

## 主要功能
- 除传统打字外，Catch Notes允许用户通过拍照、录音以及扫描条形码来创建记录。
- 允许用户创建“数据流”，可将每一条记录分类。
- 允许插入所在位置信息。
- 允许给记录增加标签。
- 客户端允许设置密码。
- 与他人分享记录。
- 拥有“to-do”功能，可以管理日程，并创建提醒事件。
- 允许用户登录后同步记录，免费用户一个月可以向服务器上传70MB数据，付费后可以上传更多。[2]